# Archevêché orthodoxe grec de Thyatire et de Grande-Bretagne
L'archevêché orthodoxe grec de Thyatire et de Grande-Bretagne est une juridiction de l'Église orthodoxe au Royaume-Uni, en Irlande et dans les îles Anglo-Normandes dont le siège est à Londres. Elle appartient canoniquement au Patriarcat œcuménique de Constantinople. L'archevêque porte le titre d'Archevêque de Thyatire et de Grande-Bretagne.

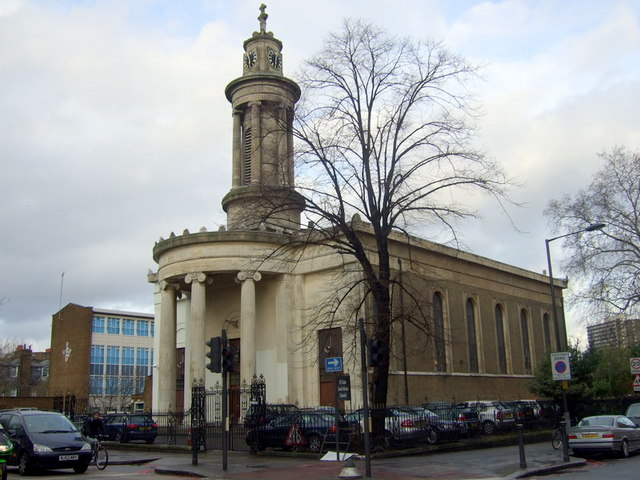
Cathédrale orthodoxe All Saints (Londres).

## Liste des archevêques
- Germanos Strenopoulos (1922-1951)
- Athenagoras Kavadas (1951-1962)
- Athenagoras Kokkinakis (1963-1979)
- Methodios Fouiyas (en) (1979-1988)
- Grigórios Theochárous (1988-2019)
- Nikitas Loulias (en) (depuis 2019)